# NStB Brünn - Mühlhauzen
Az NStB  Ransko, Reichenberg és Strahow egy szerkocsisgőzmozdony-sorozat volt az osztrák-magyar k.k. Nördlichen Staatsbahn (NStB)-nál.
A hat mozdonyt a Cockerill építette Seraingben 1848-496-ban . Az NStB a mozdonyoknak a BRÜNN“, „KARTHAUS“, „BLANSKO“, „ADAMSTHAL“, „ZWITTAU“ und „MÜHLHAUSEN neveket, valamint a 99-104 pályaszámokat adta.
Amikor 1855-ben a StEG felvásárolta az NStB-t a mozdonyokat átszámozta 333–338 pályaszámúra. 1870-ben a BLANSKO-t és a  MÜHLHAUSEN-t eladták a Pest-Losonc vasútnak. 1873-ban a megmaradt mozdonyokat a IIIf sorozatba osztották és a 350-353 pályaszámokat kapták.
Ám a StEG a mozdonyokat már az 1870-es években selejtezte.

## Fordítás
- Ez a szócikk részben vagy egészben  a   NStB – Brünn bis Mühlhausen című német Wikipédia-szócikk fordításán alapul.  Az eredeti cikk szerkesztőit annak laptörténete sorolja fel. Ez a jelzés csupán a megfogalmazás eredetét és a szerzői jogokat jelzi, nem szolgál a cikkben szereplő információk forrásmegjelöléseként. Az eredeti szócikk forrásai szintén ott találhatóak.